# Liste de points extrêmes d'Andorre

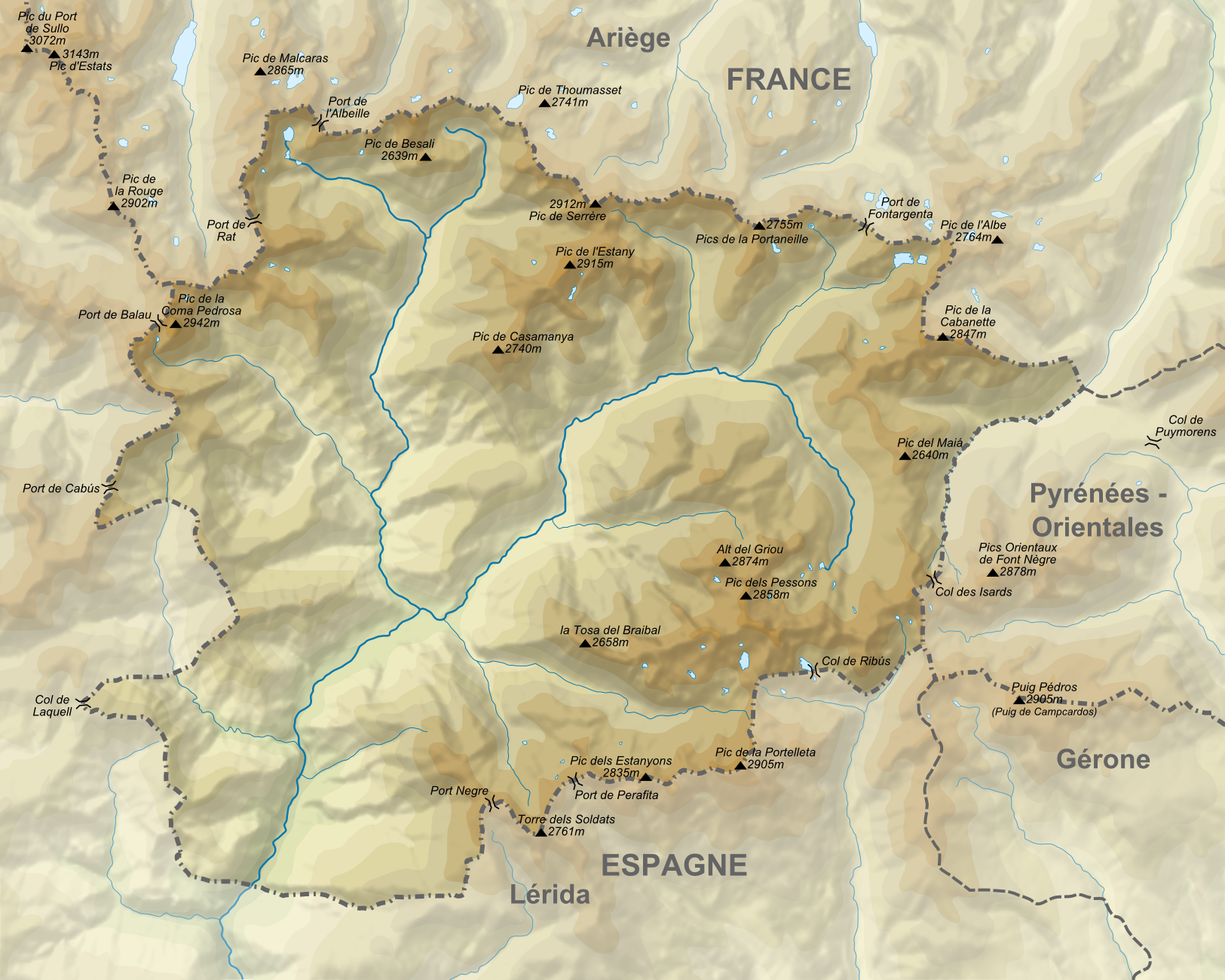
Carte topographique d'Andorre

Voici une liste de points extrêmes d'Andorre.

## Latitude et longitude
- Nord : pic d'Arial, Ordino (42° 39′ 17″ N, 1° 33′ 04″ E)
- Sud : Conangle, Sant Julià de Lòria (42° 25′ 43″ N, 1° 31′ 02″ E)
- Ouest : coll de l'Aquell, Sant Julià de Lòria (42° 29′ 11″ N, 1° 24′ 32″ E)
- Est : la Palomera, Canillo (42° 34′ 26″ N, 1° 47′ 10″ E)

## Altitude
- Maximale : Coma Pedrosa, 2 946 m (42° 35′ N, 1° 27′ E)[1]
- Minimale : Riu Runer, 840 m (42° 26′ N, 1° 29′ E)[1]

## Autres
- Centre géographique : près d'Encamp (42° 32′ 30″ N, 1° 35′ 51″ E)